# ألكسندرا سكوغلاند
ألكسندرا سكوغلاند (بالسويدية: Alexandra Skoglund) هي ناشطة حقوق المرأة ‏ ومؤرخة وسفرجات ومُدرسة سويدية، ولدت في 22 أكتوبر 1862 في Klara Church Parish ‏ في السويد، وتوفيت في 12 فبراير 1938 في سانكت ماتيوس ‏ في السويد بسبب ذات الرئة.